# San Nicolás de los Cerritos
San Nicolás de los Cerritos är en ort i kommunen Polotitlán i delstaten Mexiko i Mexiko. Samhället hade 582 invånare vid folkräkningen 2020.